# Aleksandr Dinerštejn
Aleksandr Grigor'evič Dinerštejn (in russo Александр Григорьевич Динерштейн?; 19 aprile 1980) è un goista russo, uno dei pochi giocatori non asiatici a diventare professionista, obiettivo che ha raggiunto nel 2002 presso la Hanguk Kiwon, l'associazione dei goisti professionisti coreani.
Dinerštejn ha vinto sette volte il Campionato europeo tra il 1999 e il 2009.
Il suo nome è traslitterato comunemente come Alexandre Grigorievich Dinerchtein.

## Biografia

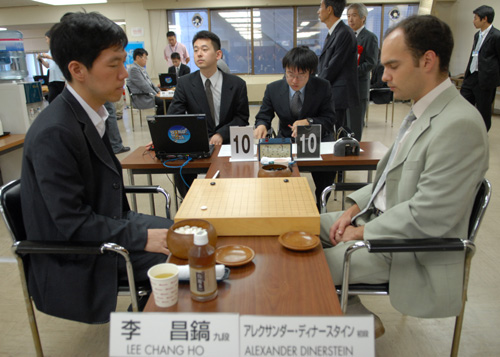
Dinerštejn (a destra) gioca contro Lee Chang-ho

### Primi anni
Dinerštejn ha iniziato a giocare a go nel 1986, quando aveva solo 6 anni. È nato e cresciuto a Kazan, in Russia, dove è cresciuto con forti giocatori russi di Go, come Ivan Detkov e Valeryi Solovyev. All'inizio ha imparato il Go da suo padre. Era sia un giocatore di scacchi sia di Go, ma all'età di 10 anni smise di giocare a scacchi e approfondì il Go con il suo nuovo insegnante Valerij Šikšin.

### Trasferimento in Corea
Nel 1996, dieci anni dopo aver iniziato a imparare il Go, fu invitato da Cheon Poong-jo della Hanguk Kiwon a studiare Go a Seoul. Dinerštejn si trasferì quindi in Corea nel 1997 e iniziò a vivere in una delle più grandi scuole di Go. Studiò Go con diversi giovani giocatori coreani che da allora sono diventati famosi, tra cui Pak Yeong-hun — che ha battuto una volta nel 1998 —, Park Chi-eun, Lee Chang-ung e Ko Geuntae.

### Professionismo
Nel 2002 Alexandre ha fatto la storia diventando il primo giocatore russo di Go ad essere promosso al grado di professionista, insieme a Svetlana Šikšina (figlia e anch'essa discepola di Valerij Šikšin). Entrambi i giocatori sono stati promossi con una raccomandazione speciale, un'impresa raggiunta da pochissimi giocatori non asiatici. Da allora ha iniziato a insegnare il Go ai giocatori occidentali.

## Elenco dei risultati
- Uno dei pochissimi giocatori non asiatici a raggiungere la forza di gioco professionale.
- Sette volte Campione europeo (1999, 2000, 2002, 2003, 2004, 2005, 2009)
- Vincitore di diversi importanti eventi europei, tra cui European Ing Cup (2001, 2002), European Go Oza (2002, 2006, 2008) e European Masters (2005,2007).
- Dinerštejn ha sconfitto Ō Rissei, professionista 9 dan e uno dei giocatori più forti del Giappone.